# هارولد باركر (لاعب كرة قدم أسترالية)
هارولد باركر (بالإنجليزية: Harold Parker)‏ هو لاعب كرة قدم أسترالية أسترالي، ولد في 26 سبتمبر 1892 في Elsternwick, Victoria ‏ في أستراليا، وتوفي في 30 يناير 1917 في آرمنتيير في فرنسا.

## وصلات خارجية
- هارولد باركر على موقع AustralianFootball.com (الإنجليزية)
- هارولد باركر على موقع AFLtables.com (الإنجليزية)